# Chloroclystis dexiphyma
Chloroclystis dexiphyma är en fjärilsart som beskrevs av Louis Beethoven Prout 1937. Chloroclystis dexiphyma ingår i släktet Chloroclystis och familjen mätare. Inga underarter finns listade i Catalogue of Life.